# Limnohydrobius
Limnohydrobius – rodzaj chrząszczy z rodziny kałużnicowatych, podrodziny Hydrophilinae i plemienia Hydrobiusini. Holarktyczny. Obejmuje cztery opisane gatunki.

## Morfologia
Ciało tych chrząszczy jest silnie wysklepione. Przedplecze jest wyraźnie szersze niż dłuższe. Tarczka jest dobrze widoczna, z tyłu zaostrzona. Pokrywy mają gładkie, niepiłkowane krawędzie. Przedpiersie jest płaskie lub nieco wyniesione pośrodku, zawsze pozbawione kila czy żeberka. Śródpiersie ma wyrostek w postaci mocno wyniesionego, podłużnego kila lub silnie wyniesionego, szerokiego guza. Odnóża tylnej pary mają uda owłosione przynajmniej w nasadowej połowie. Na spodzie odwłoka widocznych jest pięć wolnych sternitów (od trzeciego do siódmego), z których ostatni ma krawędź tylną u wierzchołka z wykrojeniem porośniętym grubymi szczecinkami. Elementy strydulacyjne na trzecim laterosternicie mają postać bezładnie i gęsto rozmieszczonych, haczykowatych włosków mikroskopowych (mikrotrichii) i nie są zorganizowane w listewki.

## Ekologia i występowanie
Chrząszcze wodne, zamieszkujące głównie wody stojące.
Rodzaj holarktyczny. Dwa gatunki występują w krainie nearktycznej, a dwa w krainie palearktycznej. Spośród nich jeden znany jest z południowej Europy i północnej Afryki, a drugi jest endemitem Chin.

## Taksonomia i ewolucja
Takson ten wprowadzony został w 1909 roku przez Edmunda Reittera jako monotypowy, zawierający tylko gatunek opisany jako Hydrobius convexus. Później omawiany rodzaj zsynonimizowany został z Hydrobius. W 2017 roku Andrew E.Z. Short, Jeffrey Cole i Emmanuel F.A. Toussaint na podstawie wyników molekularnej analizy filogenetycznej zmienili definicję rodzaju Hydrobius i przywrócili do klasyfikacji rodzaj Limnohydrobius dla czterech gatunków spokrewnionych z Hydrobius dalej niż on jest spokrewniony z trzema innymi rodzajami.
Do rodzaju tego należą cztery opisane gatunki:
- Limnohydrobius convexus (Brullé, 1835)
- Limnohydrobius melaenus (Germar, 1824)
- Limnohydrobius orientalis (Jia et Short, 2009)
- Limnohydrobius tumidus (LeConte, 1855)

Wyniki molekularnych analiz filogenetycznych wskazują na zajmowanie przez ten rodzaj pozycji siostrzanej dla kladu obejmującego rodzaje Hydrobius, Sperchopsis, Ametor i Hydrocassis. Według wyników analizy Emmanuela F.A. Toussainta i Andrew E.Z. Shorta z 2017 roku metodą BioGeoBEARS linie ewolucyjne Hydrobius i tego kladu rozeszły się na początku kredy późnej. Z kolei wszystkie te pięć rodzajów tworzy klad siostrzany dla kladu obejmującego pozostałe współczesne rodzaje plemienia.